# St.-Marien-Kirche (Ludwigshafen)

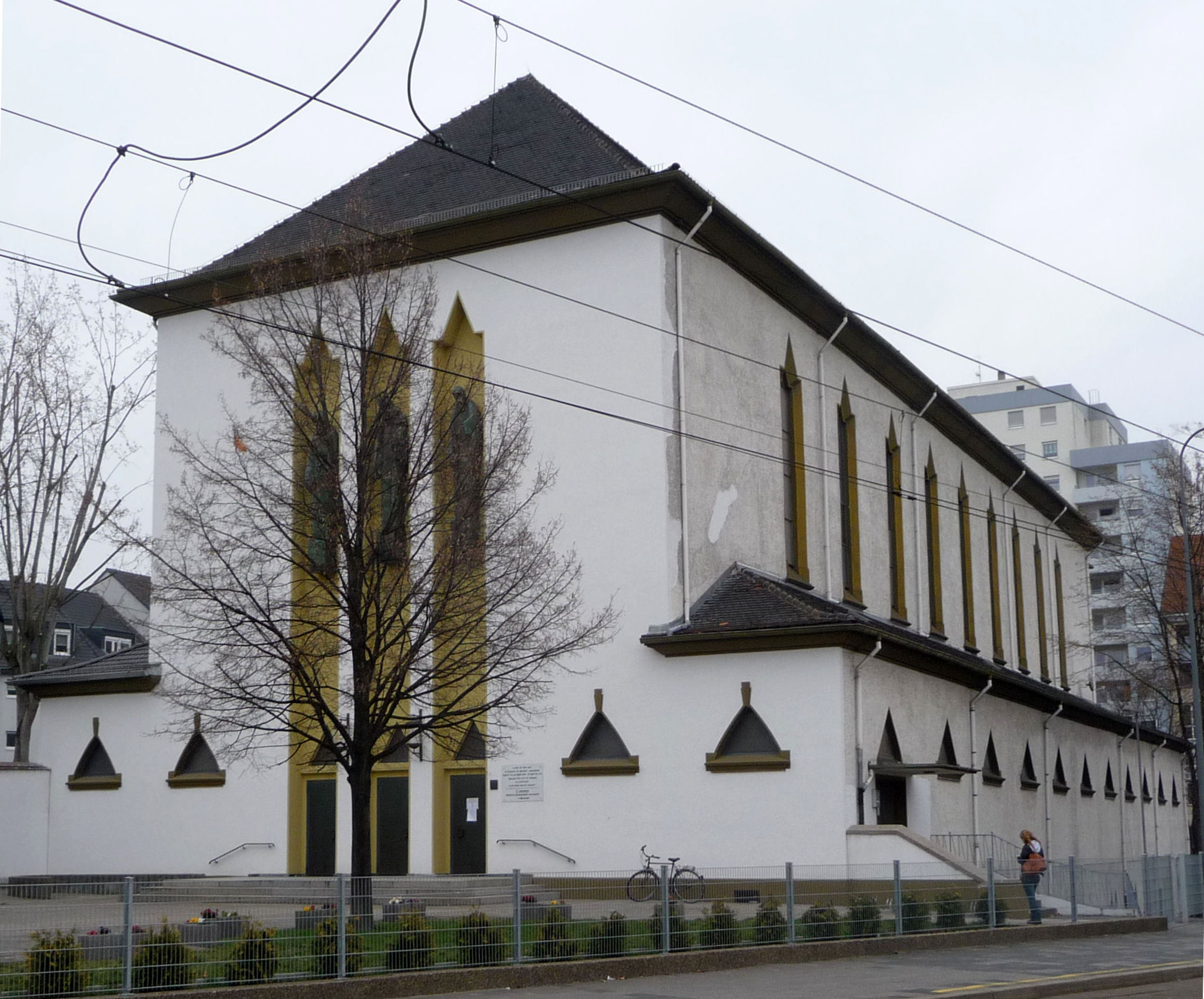
St.-Marien-Kirche

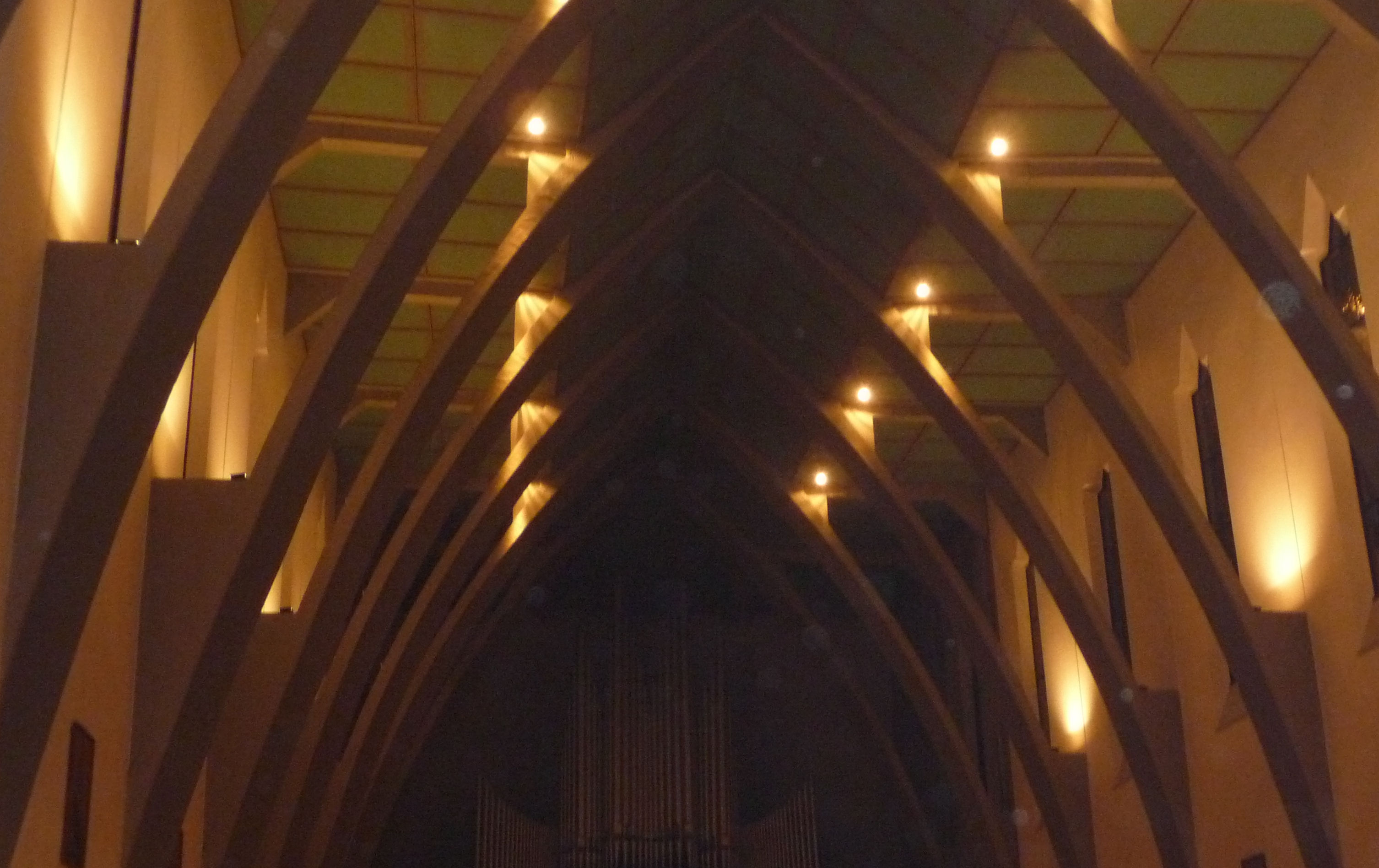
Das sichtbare Tragwerk des Dachs, im Hintergrund die Orgel

Die St.-Marien-Kirche ist eine Kirche in Ludwigshafen, Hohenzollernstraße 2. Sie wurde von 1926 bis 1928 als katholische Kirche erbaut. Seit 2007 ist sie ein griechisch-orthodoxes Gotteshaus.
1924 wurde von der Deutschen Gesellschaft für christliche Kunst e.V. (München) ein „Wettbewerb zur Erlangung von Entwürfen für drei neue Kirchen mit Pfarrhaus und Katechetensaal in Ludwigshafen“ ausgelobt. Den Wettbewerb gewann ein expressionistischer Entwurf des im katholischen Sakralbau bereits erfahrenen Münchner Architekten Albert Boßlet, der unter Bauleitung durch Karl Lochner ausgeführt wurde. Die nach Osten ausgerichtete, dreischiffige Basilika hat ein breites Mittelschiff unter einem Walmdach und niedrige Seitenschiffe unter Pultdächern. Der im Wettbewerbsentwurf vorgesehene Turm wurde nicht ausgeführt.
Über dem Hauptportal stehen hohe Bronzefiguren Marias und der Apostel Petrus und Paulus von dem Münchner Bildhauer Hans Panzer (1892–1964). Die Ausstattung stammt nur zum Teil aus der Erbauungszeit: Ein Marmorengel von Panzer, ein Antonius-Relief von Carl Caire und Holzreliefs in den Seitenschiffen von August Weckbecker (1888–1939). Der Kirchenbau spiegelte die neuen Tendenzen in der Architektur seiner Zeit wider und war auch überregional von Bedeutung.
Bei der Beseitigung der 1943 entstandenen Kriegsschäden wurde der Chor verändert und die Spitztonne durch eine Flachbogentonne ersetzt.
Nach der Jahrtausendwende wurden die drei Pfarreien der Nördlichen Innenstadt Hl. Dreifaltigkeit, St. Marien und Heilig Kreuz zusammengelegt und zwei Kirchen zum Verkauf ausgeschrieben. Die Griechisch-Orthodoxe Kirchengemeinde „Mariä Verkündigung“ erwarb die St.-Marien-Kirche. Nicht verkauft wurde das Pfarrhaus sowie die Orgel, ebenso eine Marienstatue, die als Dauerleihgabe in der Kirche verbleibt. In einem feierlichen Gottesdienst wurde 2007 die Übereignungsurkunde von Diözesanadministrator Weihbischof Otto Georgens an den Metropolit Augoustinos persönlich übergeben.
Die 1941 von Klais erbaute Orgel wurde 2011 in die St.-Joseph-Kirche verbracht, weil die Orgelmusik in der griechisch-orthodoxen Liturgie keine Rolle spielt.